# 中部カリマンタン州
中部カリマンタン (ちゅうぶカリマンタンしゅう、インドネシア語: Kalimantan Tengah) は、インドネシアの州。州都はパランカ・ラヤ。カリマンタン島(ボルネオ島のインドネシア側) にある5つの州のひとつ。
面積は国内で最も大きい153,565平方キロメートル。人口はおよそ267万人（2020年国勢調査）。1990年から2000年には年平均2.7%という、インドネシア全州の内で非常に高い人口増加率を記録した。

## 歴史
同州は1950年代にイスラム教徒の多い南カリマンタン州から、ダヤク族が自治権を求めて分離し、同州が形成された経緯がある。そのため他の地域に比べて、ダヤク族の人口割合が多い。

## 行政区分
中部カリマンタン州は13の県と1つの市部に分けられている。

### 県
1. スカマラ県（英語版） - (スカマラ（インドネシア語版）)
2. ラマンダウ県（英語版） - (ナンガ・ブリク（インドネシア語版）)
3. 西コタワリンギン県（英語版） - (パンカラン・ブン（インドネシア語版）)
4. スルヤン県（英語版） - (クアラ・ペンブアン（インドネシア語版）)
5. 東コタワリンギン県（英語版） - (サンピット（英語版）)
6. カティンガン県（英語版） - (カソンガン（インドネシア語版）)
7. プラン・ピサウ県（英語版） - (プラン・ピサウ（インドネシア語版）)
8. グヌン・マス県（英語版） - (クアラ・クルン（インドネシア語版）)
9. カプアス県（英語版） - (クアラ・カプアス（インドネシア語版）)
10. ムルン・ラヤ県（英語版） - (プルッカフ（インドネシア語版）)
11. 北バリト県（英語版） - (ムアラ・テウェー（インドネシア語版）)
12. 東バリト県（英語版） - (タミアン・ラヤン（インドネシア語版）)
13. 南バリト県（英語版） - (ブントク（インドネシア語版）)

### 市
- パランカ・ラヤ

## 新首都
1957年にパランカ・ラヤへ首都機能を移転しようという動きがあった。